# Gianluigi Lentini
Gianluigi Lentini (27. březen 1969, Carmagnola, Itálie) je bývalý italský fotbalista, který hrál mimo jiné za Juventus Turín a AC Milán.

## Přestupy
- z AC Turin do AC Milan za 9 550 000 eur

## Statistika
| Klub             | Sezóna  | Liga   | Liga | Pohár  | Pohár | LM či EL | LM či EL | Celkem | Celkem |
| Klub             | Sezóna  | Zápasy | Góly | Zápasy | Góly  | Zápasy   | Góly     | Zápasy | Góly   |
| ---------------- | ------- | ------ | ---- | ------ | ----- | -------- | -------- | ------ | ------ |
| AC Turin         | 1986/87 | 11     | 0    | ?      | ?     | ?        | ?        | ?      | ?      |
| AC Turin         | 1987/88 | 11     | 0    | ?      | ?     | ?        | ?        | ?      | ?      |
| AC Ancona        | 1988/89 | 37     | 4    | ?      | ?     | ?        | ?        | ?      | ?      |
| AC Turín         | 1989/90 | 22     | 6    | ?      | ?     | ?        | ?        | ?      | ?      |
| AC Turín         | 1990/91 | 34     | 5    | ?      | ?     | ?        | ?        | ?      | ?      |
| AC Turín         | 1991/92 | 33     | 5    | ?      | ?     | ?        | ?        | ?      | ?      |
| AC Milan         | 1992/93 | 30     | 7    | ?      | ?     | ?        | ?        | ?      | ?      |
| AC Milan         | 1993/94 | 7      | 0    | ?      | ?     | ?        | ?        | ?      | ?      |
| AC Milan         | 1994/95 | 17     | 5    | ?      | ?     | ?        | ?        | ?      | ?      |
| AC Milan         | 1995/96 | 9      | 1    | ?      | ?     | ?        | ?        | ?      | ?      |
| Atalanta Bergamo | 1996/97 | 31     | 4    | ?      | ?     | ?        | ?        | ?      | ?      |
| AC Turin         | 1997/98 | 34     | 3    | ?      | ?     | ?        | ?        | ?      | ?      |
| AC Turin         | 1998/99 | 35     | 3    | ?      | ?     | ?        | ?        | ?      | ?      |
| AC Turin         | 1999/00 | 24     | 0    | ?      | ?     | ?        | ?        | ?      | ?      |
| Cosenza Calcio   | 2000/01 | 11     | 1    | ?      | ?     | ?        | ?        | ?      | ?      |
| Cosenza Calcio   | 2001/02 | 26     | 1    | ?      | ?     | ?        | ?        | ?      | ?      |
| Cosenza Calcio   | 2002/03 | 33     | 4    | ?      | ?     | ?        | ?        | ?      | ?      |
| Cosenza Calcio   | 2003/04 | 14     | 3    | ?      | ?     | ?        | ?        | ?      | ?      |
| AS Canelli       | 2004/05 | 20     | 6    | ?      | ?     | ?        | ?        | ?      | ?      |
| AS Canelli       | 2005/06 | 29     | 19   | ?      | ?     | ?        | ?        | ?      | ?      |
| AS Canelli       | 2006/07 | 25     | 12   | ?      | ?     | ?        | ?        | ?      | ?      |
| AS Canelli       | 2007/08 | 29     | 12   | ?      | ?     | ?        | ?        | ?      | ?      |
| Saviglianese     | 2008/09 | 26     | 15   | ?      | ?     | ?        | ?        | ?      | ?      |
| Saviglianese     | 2009    | 4      | 0    | ?      | ?     | ?        | ?        | ?      | ?      |
| Nicese           | 2010    | 8      | 2    | ?      | ?     | ?        | ?        | ?      | ?      |
| Nicese           | 2010/11 | 0      | 0    | ?      | ?     | ?        | ?        | ?      | ?      |
| Celkově          | Celkově | 531    | 106  | ?      | ?     | ?        | ?        | ?      | ?      |

## Úspěchy

### Klubové
- 3× vítěz italské ligy (1992/93, 1993/94, 1995/96)
- 3× vítěz italského superpoháru (1992, 1993, 1994)
- 1× vítěz Ligy mistrů (1993/94)
- 1× vítěz evropského superpoháru (1994)

### Reprezentační
- 1× na ME 21 (1990 - bronz)